# Аннетте Геррітсен
Аннетте Геррітсен (нід. Annette Gerritsen, 11 жовтня 1985, с. Ільпендам, Північна Голландія) — нідерландська ковзанярка, призер Олімпійських ігор.
Геррітсен спеціалізується на коротких дистанціях — 500 м та 1000 м. На Олімпіаді у Ванкувері вона здобула срібну медаль на дистанції 1000 м з часом 1.16.58, відставши від золотої медалістки Крістін Несбітт тільки на дві соті секунди.